# ロイ・コンリ
ロイ・コンリ（Roy Conli）は、アメリカ合衆国の映画プロデューサーである。

## 作品一覧
- ノートルダムの鐘(co-producer)
- トレジャー・プラネット(producer)
- 塔の上のラプンツェル(producer, additional voice)
- ベイマックス(producer, additional voice)
- アナと雪の女王 エルサのサプライズ(producer)